# Orange (Connecticut)
Orange – miasto w Stanach Zjednoczonych, w stanie Connecticut, w hrabstwie New Haven.